# Priestleya umbellifera
Priestleya umbellifera är en ärtväxtart som först beskrevs av Carl Peter Thunberg, och fick sitt nu gällande namn av Dc. Priestleya umbellifera ingår i släktet Priestleya och familjen ärtväxter. Inga underarter finns listade i Catalogue of Life.